# Milagros Gonzálezová
Milagros Deyanira Gonzálezová Segoviaová (* 28. listopadu 1986) je venezuelská zápasnice – judistka.

## Sportovní kariéra
Připravuje se v rodném San Fernando de Apure. Ve venezuelské ženské reprezentaci se pohybuje s mateřskými přestávkami od roku 2005 převážně v neolympijské váze do 44 kg.

## Výsledky
| Turnaj                  | 2005                   | 2006                   | 2007                   | 2008                   | 2009                   | 2010                   | 2011                   | 2012                   | 2013                   | 2014                   | 2015                   | 2016                   | 2017                   |
| Turnaj                  | 19                     | 20                     | 21                     | 22                     | 23                     | 24                     | 25                     | 26                     | 27                     | 28                     | 29                     | 30                     | 31                     |
| Turnaj                  | superlehká (muší) váha | superlehká (muší) váha | superlehká (muší) váha | superlehká (muší) váha | superlehká (muší) váha | superlehká (muší) váha | superlehká (muší) váha | superlehká (muší) váha | superlehká (muší) váha | superlehká (muší) váha | superlehká (muší) váha | superlehká (muší) váha | superlehká (muší) váha |
| ----------------------- | ---------------------- | ---------------------- | ---------------------- | ---------------------- | ---------------------- | ---------------------- | ---------------------- | ---------------------- | ---------------------- | ---------------------- | ---------------------- | ---------------------- | ---------------------- |
| Olympijské hry          |                        |                        |                        | —                      |                        |                        |                        | —                      |                        |                        |                        | —                      |                        |
| Mistrovství světa       | —                      |                        | úč.                    |                        | —                      | —                      | —                      |                        | —                      | —                      | —                      |                        | —                      |
| Panamerické hry         |                        |                        | 7.                     |                        |                        |                        | —                      |                        |                        |                        | —                      |                        |                        |
| Panamerické mistrovství | —                      | 1.                     | úč.                    | —                      | —                      | —                      | —                      | —                      | 1.                     | 5.                     | —                      | —                      | —                      |
| Jihoamerické hry        |                        | —                      |                        |                        |                        | —                      |                        |                        |                        | —                      |                        |                        |                        |
| Středoamerické a k. hry |                        | 2.                     |                        |                        |                        | —                      |                        |                        |                        | —                      |                        |                        |                        |
| Bolívarské hry          | 2.                     |                        |                        |                        | —                      |                        |                        |                        | 1.                     |                        |                        |                        | 2.                     |